# بيالا بودلاسكا
بيالا بودلاسكا (بالإنجليزية: Biała Podlaska)‏ هي مدينة، تتبع محافظة لوبلين، هي عاصمة Biała County, Lublin Voivodeship ‏، بلغ عدد سكانها 57498 نسمة، في 30 يونيو 2015، تبلغ مساحتها 49.4 كيلومتر مربع، رمزها البريدي هو 21-500, 21-501, 21-502, 21-506, 21-527.

## معرض صور

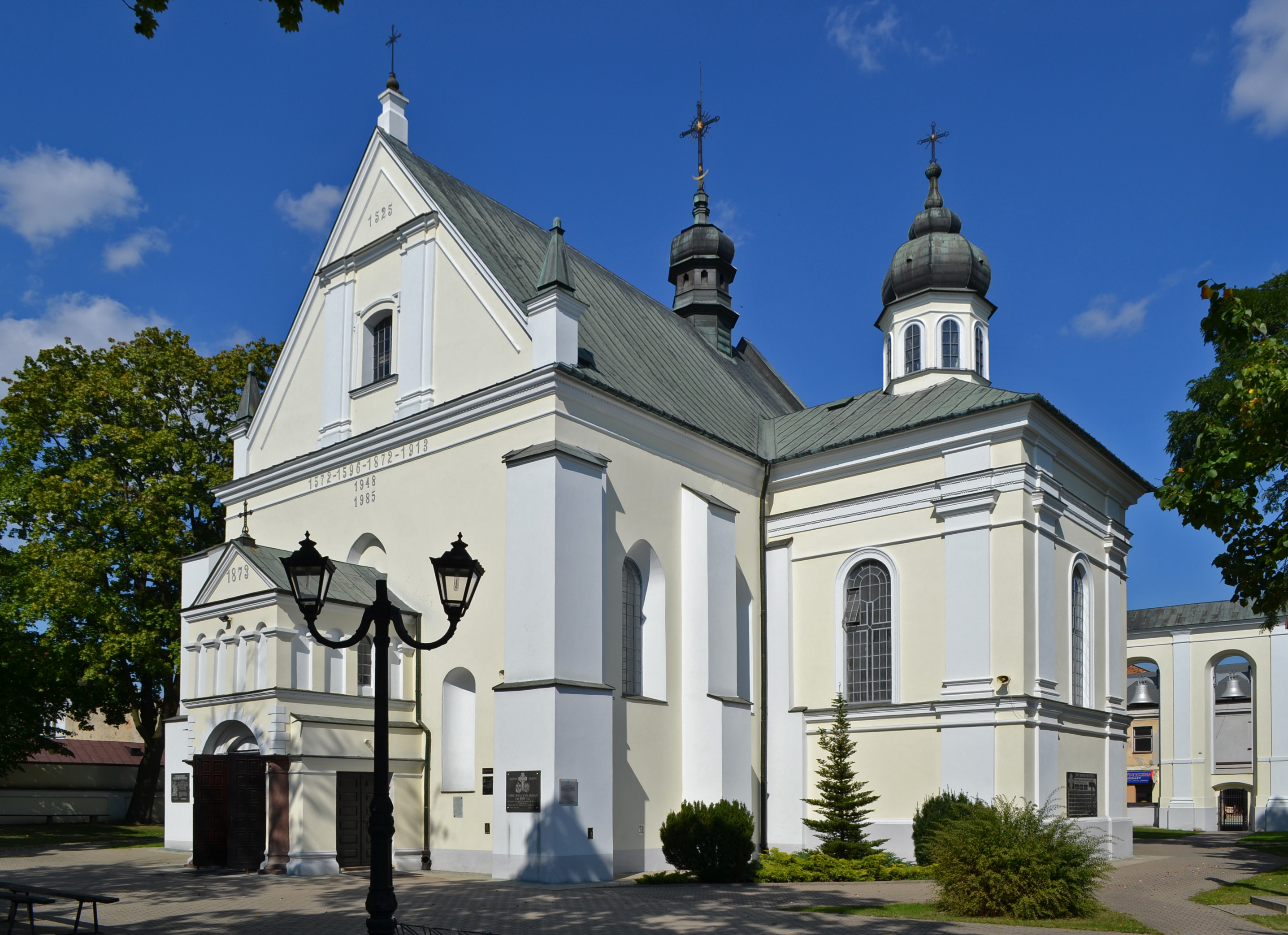
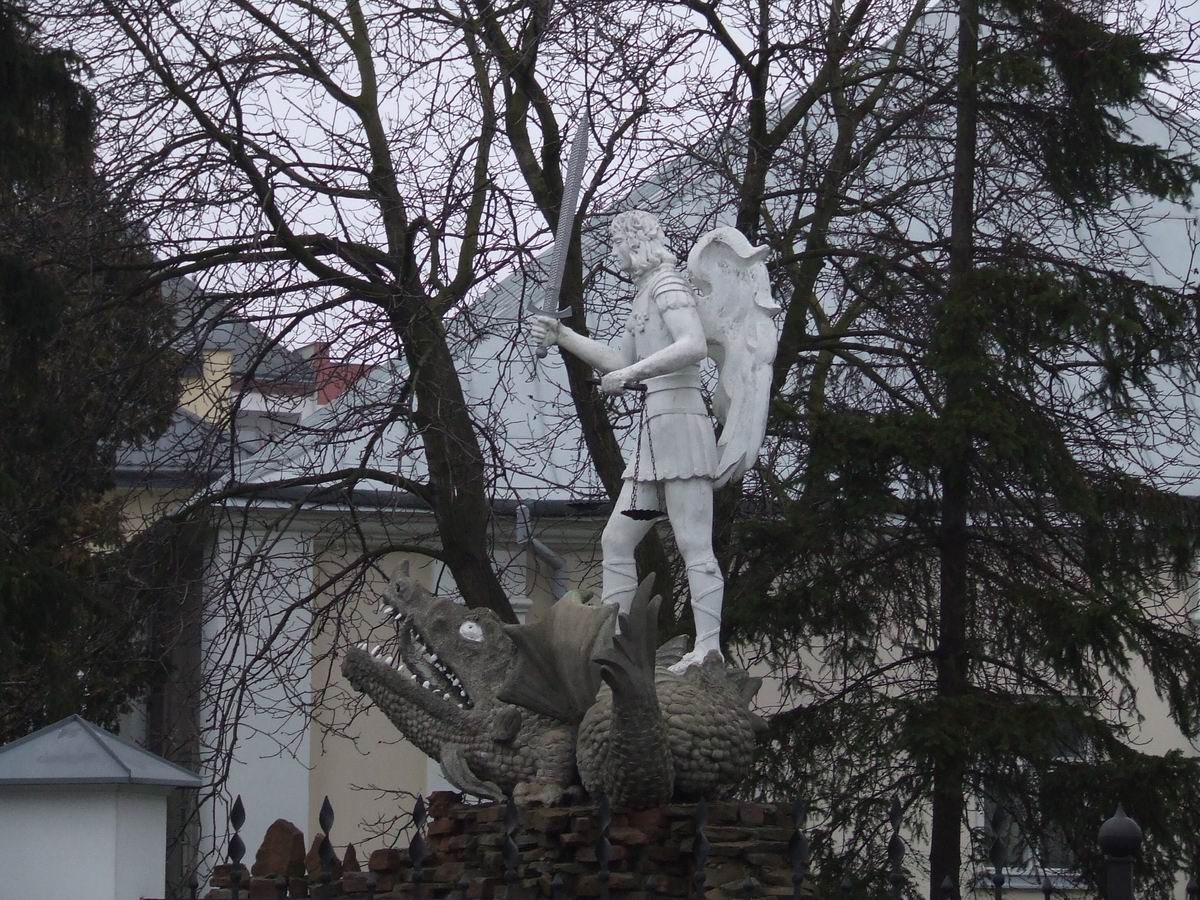
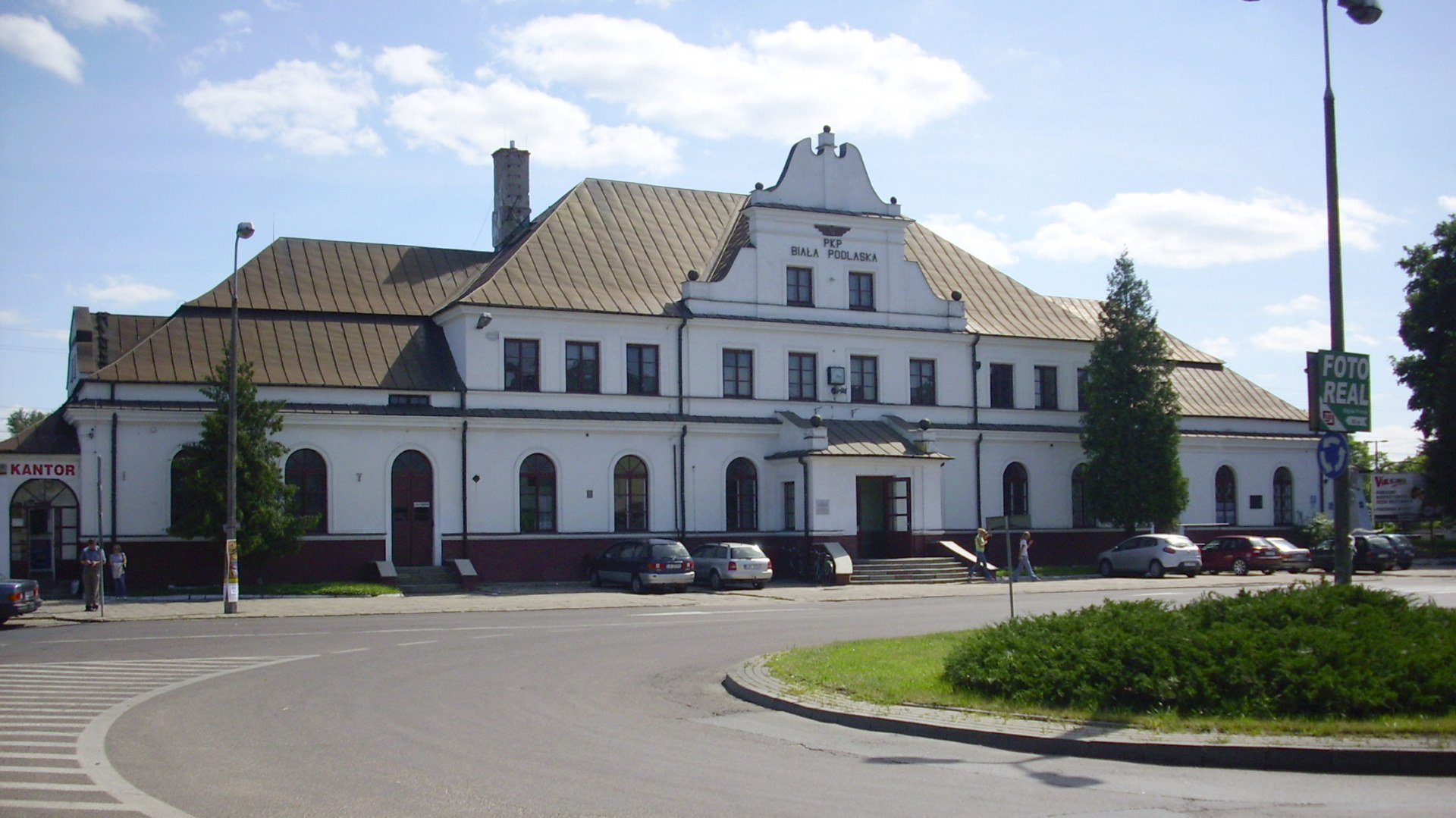
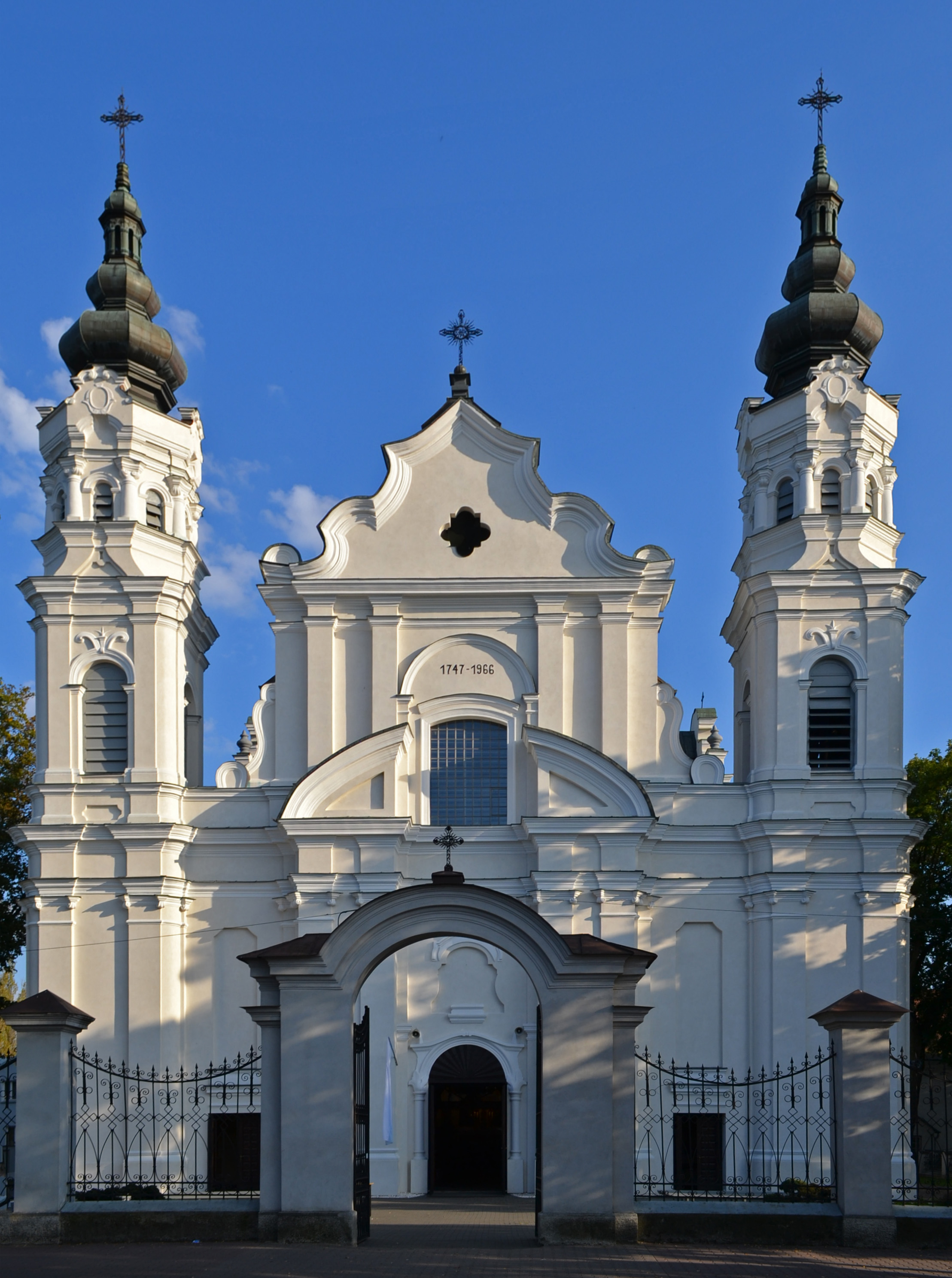
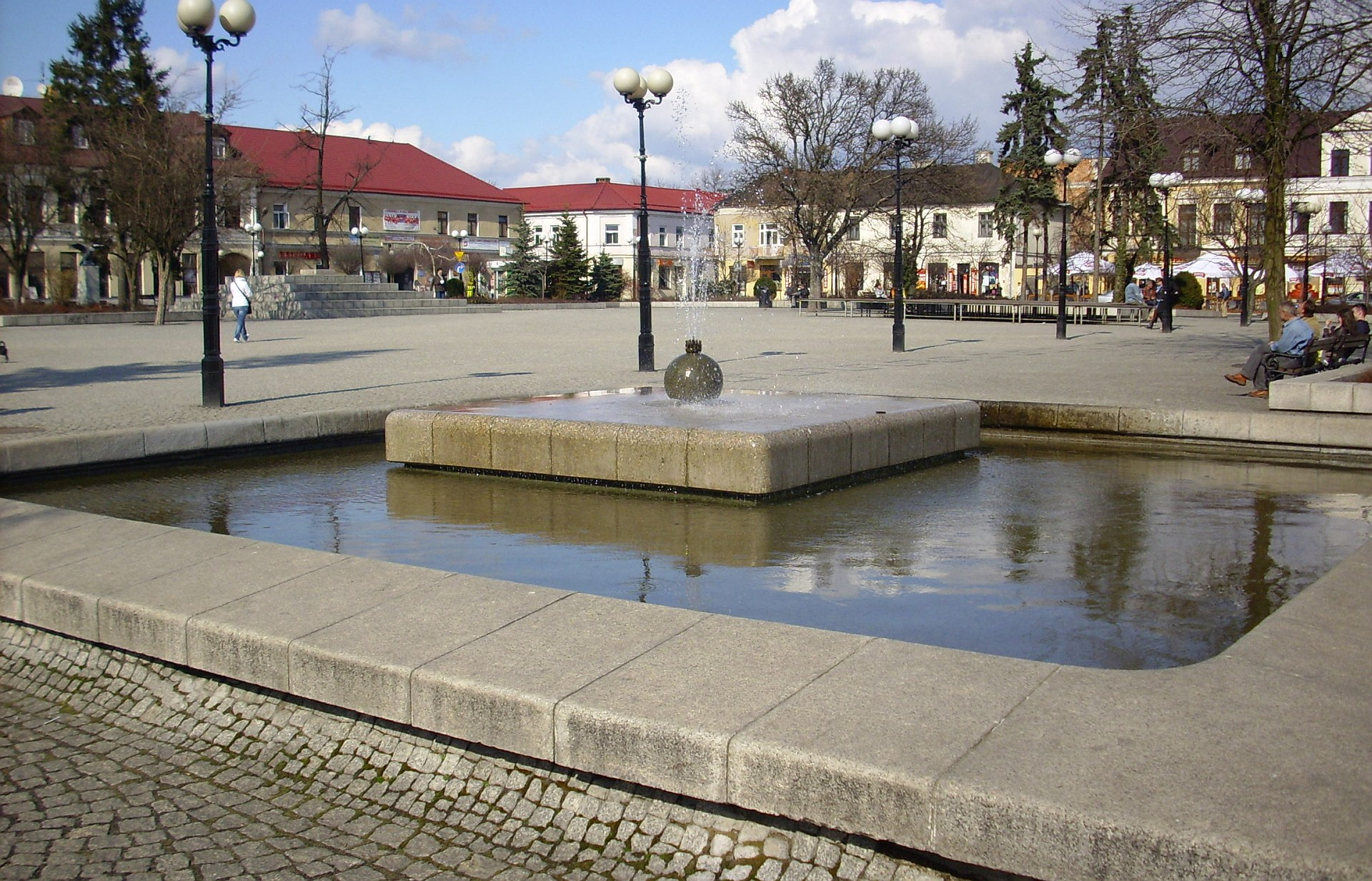
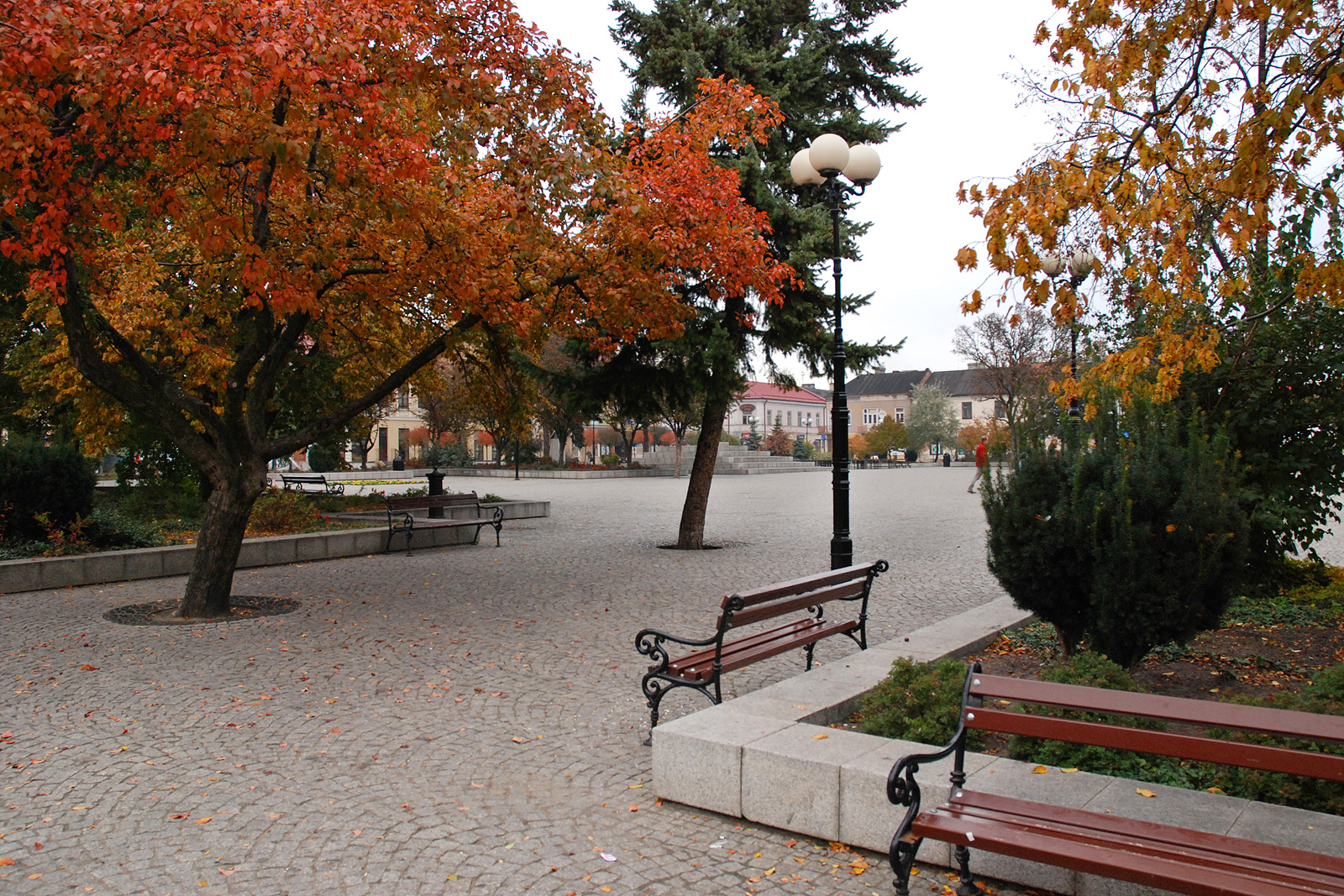

## مدن توأم
المدن التوأم:
- نيور[8]
- بارانافيتشي[8]
- برست، برست.[8]

## أعلام
- أريل بوريسيوك